# Вашингтон (округ, Айдахо)
Шаблон:StateAbbr_ 44°27′ пн. ш. 116°47′ зх. д. / 44.45° пн. ш. 116.78° зх. д.
Округ Вашингтон (англ. Washington County) — округ (графство) у штаті Айдахо, США. Ідентифікатор округу 16087.

## Історія
Округ утворений 1879 року.

## Демографія
За даними перепису
2000 року
загальне населення округу становило 9977 осіб, зокрема міського населення було 5495, а сільського — 4482.
Серед мешканців округу чоловіків було 4881, а жінок — 5096. В окрузі було 3762 домогосподарства, 2737 родин, які мешкали в 4138 будинках.
Середній розмір родини становив 3,1.
Віковий розподіл населення поданий у таблиці:
| Стать    | До 15 років | 15-21 | 22-29 | 30-39 | 40-49 | 50-65 | 65-85 | Понад 85 |
| -------- | ----------- | ----- | ----- | ----- | ----- | ----- | ----- | -------- |
| Чоловіки | 1140        | 472   | 397   | 557   | 680   | 872   | 682   | 81       |
| Жінки    | 1094        | 469   | 396   | 574   | 723   | 840   | 830   | 170      |

## Суміжні округи
- Адамс — північ
- Джем — схід
- Пайєтт — південь
- Малер, Орегон — південний захід
- Бейкер, Орегон — захід

## Виноски
1. ↑  U.S. Decennial Census. United States Census Bureau. Архів оригіналу за 19 липня 2018. Процитовано 1 липня 2014.
2. ↑  Historical Census Browser. University of Virginia Library. Архів оригіналу за 11 серпня 2012. Процитовано 1 липня 2014.
3. ↑  Population of Counties by Decennial Census: 1900 to 1990. United States Census Bureau. Архів оригіналу за 30 жовтня 2014. Процитовано 1 липня 2014.
4. ↑  Census 2000 PHC-T-4. Ranking Tables for Counties: 1990 and 2000 (PDF). United States Census Bureau. Архів оригіналу (PDF) за 18 грудня 2014. Процитовано 1 липня 2014.
5. ↑  State & County QuickFacts. United States Census Bureau. Архів оригіналу за 22 липня 2011. Процитовано 1 липня 2014.(англ.) Наведено за англійською вікіпедією.
6. ↑  American FactFinder. Бюро перепису населення США. Архів оригіналу за 26 лютого 2012. Процитовано 31 січня 2008.

| США | Це незавершена стаття з географії США. Ви можете допомогти проєкту, виправивши або дописавши її. |